# Mikrofit
Mikrofiti so rastline, ki niso vidne s prostim očesom. 
Vidimo jih le s pripomočki, kot so leče in mikroskop.
Poznamo naslednje mikrofite, ki živijo kot zajedalci: bakterije, alge, glive.